# Molophilus (Molophilus) akama
Molophilus (Molophilus) akama is een tweevleugelige uit de familie steltmuggen (Limoniidae). De soort komt voor in het Australaziatisch gebied.